# Mechanizm kształtowania się cen
Mechanizm kształtowania się cen – w gospodarce wolnorynkowej mechanizm ustalania ceny w wyniku wzajemnego oddziaływania popytu i podaży. Najczęściej w warunkach rynkowych oddziaływanie to prowadzi do powstania ceny równowagi w punkcie równowagi rynkowej.
Podstawowym warunkiem istnienia mechanizmu kształtowania się cen jest istnienie giętkości cen, czyli możliwości zmiany poziomu ceny w odpowiedzi na zmiany popytu lub podaży. Barierą w wolnorynkowym kształtowaniu cen mogą być czynniki administracyjne (np. reglamentacja cenowa), jak i czynniki rynkowe (np. jednostronne ustalanie cen przez przedsiębiorstwo pod wpływem presji związków zawodowych).